# Бодячев (Львовская область)
Бодячев (укр. Бодячів) — село в Сокальской городской общине Шептицкого района Львовской области Украины.
Население по переписи 2001 года составляло 292 человека. Занимает площадь 1,57 км². Почтовый индекс — 80032. Телефонный код — 3257.